# Стефано Кіоді
Стефано Кіоді (італ. Stefano Chiodi; 26 грудня 1956, Бентівольйо — 4 листопада 2009, Болонья) — італійський футболіст, що грав на позиції півзахисника, нападника.
Виступав, зокрема, за клуби «Мілан», «Болонья» та «Лаціо», а також молодіжну збірну Італії.
Чемпіон Італії.

## Клубна кар'єра
Народився 26 грудня 1956 року в місті Бентівольйо. Вихованець футбольної школи клубу «Болонья».
У дорослому футболі дебютував 1974 року виступами за команду клубу «Терамо», в якій провів один сезон, взявши участь у 29 матчах чемпіонату.
Своєю грою за цю команду привернув увагу представників тренерського штабу клубу «Болонья», до складу якого приєднався 1975 року. Відіграв за болонської команду наступні три сезони своєї ігрової кар'єри. Більшість часу, проведеного у складі «Болоньї», був основним гравцем команди.
У 1978 році уклав контракт з клубом «Мілан», у складі якого провів наступні два роки своєї кар'єри гравця. Граючи у складі «Мілана» також здебільшого виходив на поле в основному складі команди. За цей час виборов титул чемпіона Італії.
З 1980 року один сезон захищав кольори команди клубу «Лаціо». Тренерським штабом нового клубу також розглядався як гравець «основи».
Протягом 1981—1982 років знову захищав кольори команди клубу «Болонья».
З 1982 року знову, цього разу один сезон захищав кольори команди клубу «Лаціо».
Згодом з 1983 по 1987 рік грав у складі команд клубів «Прато», «Кампанія», «Ріміні» та «Пінероло».
Завершив професійну ігрову кар'єру у клубі «Баракка Луго», за команду якого виступав протягом 1987—1988 років.
Помер 4 листопада 2009 року на 53-му році життя у місті Болонья.

## Виступи за збірну
Протягом 1977–1978 років залучався до складу молодіжної збірної Італії. На молодіжному рівні зіграв у 3 офіційних матчах, забив 2 голи.

## Титули і досягнення
- Чемпіон Італії (1):

«Мілан»: 1978–1979